# Wilfried Stinissen
Wilfried Stinissen (Antwerpen, 10 januari 1927 – Tågarp, 30 november 2013) was een Belgisch katholiek priester, karmeliet en auteur.
Vanaf 1967 tot aan zijn dood woonde hij in Zweden, in het karmelietenklooster Norraby te Tågarp.
Stinissen heeft vele spirituele boeken geschreven in het Zweeds. Een deel daarvan is verschenen in het Nederlands.

### Nederlandse uitgaven
- 2018 - Nieuwe wijn, de vrucht van de Geest (2012: Det nya vinet; om Andens frukter)
- 2002 – Zorg om de ziel (1996: Andens terapi)
- 1994 – Naar een nieuwe mystiek (1994: I dag är Guds dag)
- 1992 – Tijd en eeuwigheid omhelzen elkaar (1992: Evigheten mitt i tiden)
- 1990 – De nacht zal lichten als de dag (1990: Natten är mitt ljus)
- 1988 - Wegen naar de waarheid (1987: Vandring till sanningen)
- 1986 - Verkenning van de innerlijke burcht (1985: Inre vandring)
- 1985 - Bij U ben ik geborgen (1974: Den inre bönens väg)
- 1983 - Maria (1981: Maria i Bibeln - i vårt liv)
- 1979 - Mens wie ben je ? : over kristelijke dieptemeditatie (1978: En bok om kristen djupmeditation)

### Overige uitgaven (Zweeds)
- 2012 - Det nya vinet
- 2010 - Göm dig vid bäcken Kerit : livet i Karmel
- 2010 - Ansikte mot ansikte: samtal om kristen tro (samen met Göran Skytte)
- 2010 - Jesusböner
- 2008 - Kristen djupmeditation
- 2008 - Störst av allt är kärleken
- 2007 - Sann människa: en bok om skapelse och helighet
- 2005 - Rosenkransbönen
- 2005 - Låt oss ses i din skönhet: kommentar till Johannes av Korsets dikt ”Andlig sång”
- 2004 - Mitt liv i dina händer: en bok om överlåtelse
- 2004 - Den lilla boken om god tid
- 2003 - Den kämpande tron
- 2001 - Jag dör inte - jag träder in i livet
- 2000 - Längre in i bönens land
- 1999 - Den enkla vägen till helighet
- 1998 - Som en skatt...
- 1998 - De svagas styrka
- 1998 - Mitt namn är i dig
- 1997 - Ordet är dig nära
- 1989 - Hör du vinden blåsa?
- 1989 - Bröd som bryts
- 1986 - Fader, jag överlämnar mig åt dig
- 1981 - Jesusbönen
- 1974 - Bikten: försoningens sakrament
- 1972 - Meditation och mystik (samen met Hans Hof)

- Bibsys: 90108839
- Bibliothèque nationale de France: cb12139584n (data)
- Gemeinsame Normdatei: 130676519
- International Standard Name Identifier: 0000 0000 7830 4785
- Library of Congress Control Number: n80149281
- Nationale Bibliotheek van Tsjechië: ola2003175298
- Nationale Bibliotheek van Israël: 987007279842405171
- Nationale Bibliotheek van Polen: a0000003063860
- Nederlandse Thesaurus van Auteursnamen: 069542589
- Istituto Centrale per il Catalogo Unico: PUVV217377
- LIBRIS: 212647
- Système universitaire de documentation: 085700959
- Virtual International Authority File: 4966408
- WorldCat: E39PBJjhx734rpdjj8Q63gHKVC